# Reactievergelijking
Een reactievergelijking is een symbolische voorstelling van een chemische reactie of een kernreactie, waarin wordt aangegeven welke reagentia reageren tot welke producten, en in welke verhoudingen.
Het is de bedoeling het aantal atomen aan beide zijden van de reactiepijl gelijk te maken door de coëfficiënten (getallen voor de chemische formules) op te geven. Dit wordt de stoichiometrie genoemd. Deze coëfficiënten geven het aantal reagerende moleculen weer. Soms worden ook breuken als coëfficiënten ingevuld die de molverhoudingen weergeven van de producten die deelnemen aan de reactie, bijvoorbeeld om te benadrukken hoeveel mol men van bepaald reagens nodig heeft om één mol van een product te maken. Bovendien kan men, doordat de atoomgewichten van de samenstellende elementen bekend zijn, ook de gewichtsverhoudingen berekenen.
In praktijk zal een chemische reactie al beginnen (mits aan de andere voorwaarden is voldaan, bijvoorbeeld toevoeging van energie) wanneer de verhouding benaderd wordt. Dit gegeven is van belang in verband met onder andere de veiligheid. Naarmate de verhouding zuiverder is zal de reactie beter en vlotter verlopen met minder (ongewenste) bijproducten. Een verbranding van koolwaterstoffen die onvolledig verloopt produceert bijvoorbeeld behalve koolstofdioxide en water ook koolmonoxide en roet als bijproducten.
Een reactievergelijking heeft de algemene vorm
{\displaystyle a\,\mathrm {A} (x_{p})+b\,\mathrm {B} (x_{q})\ {\ce {->}}\ c\,\mathrm {C} (x_{r})+d\,\mathrm {D} (x_{s})}
De letters a, b, c en d staan voor de coëfficiënten in de vergelijking en (xp,q,r,s) staat voor een aggregatietoestand. Gassen worden weergeven door 'g', in water opgeloste stoffen door 'aq' (van 'aqua', Latijn voor water), vloeibare stoffen door 'l' en vaste stoffen door 's'. Merk op dat bij het oplossen van water in water er geen mengsel ontstaat dus water in vloeibare fase wordt altijd aangeduid met 'l'. De symbolen {\displaystyle \uparrow } en {\displaystyle \downarrow } worden dikwijls gebruikt voor tijdens de reactie ontsnappende gassen en neerslaande vaste stoffen.
Een voorbeeld is de verbranding van methaan:
{\displaystyle {\ce {CH4(g) + 2O2(g) -> CO2(g) + 2H2O(l)}}}
Een methaanmolecuul reageert met twee zuurstofmoleculen tot een molecuul koolstofdioxide en twee moleculen water. Door de coëfficiënten toe te voegen wordt de vergelijking sluitend gemaakt: er wordt uitgegaan van 1 koolstofatoom, 4 waterstofatomen en 4 zuurstofatomen, en daar wordt ook mee geëindigd. De aggregatietoestand van water wordt hier als vloeistof weergegeven, dus na condenseren van de ontstane waterdamp (waarvan de temperatuur groter is dan 100 °C). Dan zijn alle stoffen weergegeven bij standaardomstandigheden. Als dat niet gewenst is, kan ook H2O(g) gebruikt worden.
Een voorbeeld van een reactievergelijking waarin ionen voorkomen is de ionisatie van waterstofchloride in water:
{\displaystyle {\ce {HCl + H2O -> H3O+ + Cl-}}}

## Reactiepijl
Tussen reagentia en producten kunnen verschillende reactiepijlen staan, waarvan de betekenis door IUPAC is vastgelegd. Er staat een enkele pijl wanneer het gaat om een reactie die (netto) van links naar rechts verloopt. 
{\displaystyle {\ce {A -> B}}}
De dubbele pijl wordt gebruikt om aan te geven dat een reactie in beide richtingen verloopt of kan verlopen.
{\displaystyle {\ce {A\rightleftarrows B}}}
De dubbele vishaak wijst op een evenwichtsreactie.
{\displaystyle {\ce {A <=> B}}}
In reactiemechanismen wordt de enkele pijl ({\displaystyle {\ce {->}}}) gebruikt voor een elementaire stap weer te geven. Het gelijkheidsteken ({\displaystyle =}) wordt gebruikt voor de totaalreactie.
De gelijkheid mag ook gebruikt worden om een stoichiometrische identiteit uit te drukken.
{\displaystyle \mathrm {A=B} }
De tweezijdige pijl ({\displaystyle {\ce {<->}}}) wordt niet gebruikt voor chemische reacties, maar wel in het noteren van resonantiestructuren.

## Massa, energie en lading
In een volledige reactievergelijking waarin ook de opgenomen of afgegeven energie is opgenomen, is de massa (met toepassing van de massa-energierelatie) links en rechts gelijk.
Ook de elektrische lading dient aan beide zijden van de reactievergelijking gelijk te zijn. Bij een standaard chemische reactievergelijking zijn beide vaak nul, maar bijvoorbeeld bij het weergeven van redoxreacties kunnen ionen en elektronen voorkomen in de halfreacties. Een voorbeeld is de oxidatie van ijzer tot tweewaardig ijzer, waarbij twee elektronen vrijkomen:
{\displaystyle {\ce {Fe -> Fe^2+ + 2e-}}}
Bij een kernreactievergelijking is de elektrische lading links en rechts vaak positief, doordat alleen opgenomen of afgegeven deeltjes, waaronder de geladen deeltjes, van de kernreactie zelf staan vermeld, en niet de elektronen die normaal gesproken horen bij de betrokken atoomkernen. Voor het gemak wordt soms de lading linksonder aangegeven. Bij een atoomkern is dit het het aantal protonen, dus het atoomnummer, bij een elektron is het −1, en bij een positron +1. Zo kan gemakkelijk het behoud van lading worden gecontroleerd.
Meestal is ook bij een kernreactievergelijking het aantal nucleonen links en rechts gelijk. Dit is niet zo bij annihilatie daarvan.